# Governo Major II
Il Governo Major II è stato l'ottantanovesimo governo del Regno Unito in carica dall'10 aprile 1992 al 2 maggio 1997, durante la cinquantunesima legislatura della Camera dei comuni.

## Storia
Guidato dal Primo ministro conservatore uscente John Major, questo governo è stato formato e sostenuto dal solo Partito conservatore, che disponeva di 336 deputati su 650, ovvero il 51,7% dei seggi alla Camera dei comuni.
Il governo, formatosi in seguito alle elezioni generali del 1992, succedette al governo Major I, costituito e sostenuto dal solo Partito conservatore.
Durante lo scrutinio, i Conservatori subirono una discreta battuta d'arresto, perdendo 40 seggi, ma riuscirono comunque a conquistare la quarta maggioranza assoluta consecutiva dal 1979, motivo per cui la regina confermò Major nelle sue funzioni e lo incaricò di formare un nuovo esecutivo. Major presentò la sua squadra due giorni dopo, costituita da quattro nuovi membri, di cui due donne, e da undici cambi di incarico; in questa occasione, il Primo ministrò creò il dipartimento per il Patrimonio nazionale, incaricato di affari culturali.
In cinque anni Major realizza tre rimpasti di governo, di cui due molto importanti a solo un anno di distanza.
Il 22 giugno 1995, stanco delle minacce di protesta, a cui però non segue alcuna azione, John Major annuncia le sue dimissioni dalla direzione del Partito conservatore, stabilendo una nuova elezione il 4 luglio; si ritrova allora come sfidante il segretario di Stato per il Galles John Redwood, che supera di 129 voti. Major opera allora un rimpasto il giorno successivo, all'interno del quale Michael Heseltine è promosso vice primo ministro, incarico rimasto vacante dal novembre 1990, e Redwood viene rimosso dal gabinetto.
In seguito alla morte del deputato conservatore del collegio di Wirral South Barry Porter e all'abbandono di Peter Thurnham, passato ai Liberali, il governo si trova in minoranza a partire da dicembre 1996; non potendo attendere ulteriormente, Major annuncia il 17 marzo 1997 lo scioglimento dei Comuni e indice nuove elezioni generali per il 1º maggio seguente.
Durante questo scrutinio, il Partito laburista di Tony Blair riporta una vittoria storica con più del 60% di seggi conquistati, mentre i Tories si affossano e perdono 178 deputati, ovvero più della metà del loro gruppo parlamentare; il giorno successivo Blair costituisce il suo primo governo e inaugura tredici anni di opposizione per il Partito conservatore.

## Situazione Parlamentare
Nel 1992 al momento del giuramento  del nuovo governo il parlamento era schierato nel Seguente modo 
| Camera | Collocazione | Partiti | Seggi     |
| ------ | ------------ | --- | --------- |
| Camera | Maggioranza  | Conservatori (336) | 336 / 650 |
| Camera | Opposizione  | Laburisti (271), Liberal Democratici (20), Partito Nazionale Scozzese (3),Partito Unionista Democratico (3),Plaid Cymru (4),Partito Social Democratico e Laburista (4),Partito Unionista dell'Ulster (9),Indipendenti (1) | 314 / 650 |

Nel Gennaio del 1997 l'esecutivo a causa dei logoramento iniziato nel biennio 1994-1995 per le diverse visioni interne al partito su europa ed agenda politica anche dopo,le dimissioni del primo ministro Major,dalla carica di leader del partito conservatore il governo passa in minoranza 
| Camera | Collocazione | Partiti | Seggi     |
| ------ | ------------ | --- | --------- |
| Camera | Maggioranza  | Conservatori (324) | 324 / 650 |
| Camera | Opposizione  | Conservatori (12), Laburisti (271), Liberal Democratici (20), Partito Nazionale Scozzese (3),Partito Unionista Democratico (3),Plaid Cymru (4),Partito Social Democratico e Laburista (4),Partito Unionista dell'Ulster (9),Indipendenti (1) | 326 / 650 |

## Composizione
| Carica                                                                | Titolare | Titolare | Titolare                                | Partito      |
| --------------------------------------------------------------------- | -------- | -------- | --------------------------------------- | ------------ |
| Primo ministro Primo lord del tesoro Ministro della funzione pubblica |          |          | John Major                              | Conservatore |
| Vice primo ministro (dal 05/07/1995)                                  |          |          | Michael Heseltine                       | Conservatore |
| Cancelliere dello Scacchiere                                          |          |          | Norman Lamont (fino al 27/05/1993)      | Conservatore |
| Cancelliere dello Scacchiere                                          |          |          | Kenneth Clarke                          | Conservatore |
| Lord cancelliere                                                      |          |          | James Mackay                            | Conservatore |
| Lord presidente del Consiglio Leader della Camera dei comuni          |          |          | Tony Newton                             | Conservatore |
| Lord custode del sigillo privato Leader della Camera dei lord         |          |          | John Wakeham (fino al 20/97/1994)       | Conservatore |
| Lord custode del sigillo privato Leader della Camera dei lord         |          |          | Robert Gascoyne-Cecil                   | Conservatore |
| Affari esteri e Commonwealth                                          |          |          | Douglas Hurd (fino al 05/07/1995)       | Conservatore |
| Affari esteri e Commonwealth                                          |          |          | Malcolm Rifkind                         | Conservatore |
| Interni                                                               |          |          | Kenneth Clarke (fino al 27/05/1993)     | Conservatore |
| Interni                                                               |          |          | Michael Howard                          | Conservatore |
| Difesa                                                                |          |          | Malcolm Rifkind (fino al 05/07/1995)    | Conservatore |
| Difesa                                                                |          |          | Michael Portillo                        | Conservatore |
| Istruzione e scienza (fino al 05/07/1995) Istruzione e impiego        |          |          | John Patten (fino al 20/07/1994)        | Conservatore |
| Istruzione e scienza (fino al 05/07/1995) Istruzione e impiego        |          |          | Gillian Shephard                        | Conservatore |
| Impiego (fino al 05/07/1995)                                          |          |          | Gillian Shephard (fino al 27/05/1993)   | Conservatore |
| Impiego (fino al 05/07/1995)                                          |          |          | David Hunt (fino al 20/07/1994)         | Conservatore |
| Impiego (fino al 05/07/1995)                                          |          |          | Michael Portillo                        | Conservatore |
| Patrimonio nazionale                                                  |          |          | David Mellor (fino al 22/09/1992)       | Conservatore |
| Patrimonio nazionale                                                  |          |          | Peter Brooke (fino al 20/07/1994)       | Conservatore |
| Patrimonio nazionale                                                  |          |          | Stephen Dorrell (fino al 05/07/1995)    | Conservatore |
| Patrimonio nazionale                                                  |          |          | Virginia Bottomley                      | Conservatore |
| Ambiente                                                              |          |          | Michael Howard (fino al 27/05/1993)     | Conservatore |
| Ambiente                                                              |          |          | John Gummer                             | Conservatore |
| Salute                                                                |          |          | Virginia Bottomley (fino al 05/07/1995) | Conservatore |
| Salute                                                                |          |          | Stephen Dorrell                         | Conservatore |
| Commercio e industria Presidente del Board of Trade                   |          |          | Michael Heseltine (fino al 05/07/1995)  | Conservatore |
| Commercio e industria Presidente del Board of Trade                   |          |          | Ian Lang                                | Conservatore |
| Trasporti                                                             |          |          | John MacGregor (fino al 20/07/1994)     | Conservatore |
| Trasporti                                                             |          |          | Brian Mawhinney (fino al 05/07/1995)    | Conservatore |
| Trasporti                                                             |          |          | George Young                            | Conservatore |
| Irlanda del Nord                                                      |          |          | Patrick Mayhew                          | Conservatore |
| Scozia                                                                |          |          | Ian Lang (fino al 05/07/1995)           | Conservatore |
| Scozia                                                                |          |          | Michael Forsyth                         | Conservatore |
| Galles                                                                |          |          | David Hunt (fino al 27/05/1993)         | Conservatore |
| Galles                                                                |          |          | John Redwood (fino al 05/07/1995)       | Conservatore |
| Galles                                                                |          |          | William Hague                           | Conservatore |
| Cancelliere del Ducato di Lancaster                                   |          |          | William Waldegrave (fino al 20/07/1994) | Conservatore |
| Cancelliere del Ducato di Lancaster                                   |          |          | David Hunt (fino al 05/07/1995)         | Conservatore |
| Cancelliere del Ducato di Lancaster                                   |          |          | Roger Freeman                           | Conservatore |
| Tesoro                                                                |          |          | Michael Portillo (fino al 20/07/1994)   | Conservatore |
| Tesoro                                                                |          |          | Jonathan Aitken (fino al 05/07/1995)    | Conservatore |
| Tesoro                                                                |          |          | William Waldegrave                      | Conservatore |
| Ministro per l'agricoltura, la pesca e l'alimentazione                |          |          | John Gummer (fino al 27/05/1993)        | Conservatore |
| Ministro per l'agricoltura, la pesca e l'alimentazione                |          |          | Gillian Shephard (fino al 20/07/1994)   | Conservatore |
| Ministro per l'agricoltura, la pesca e l'alimentazione                |          |          | William Waldegrave (fino al 05/07/1995) | Conservatore |
| Ministro per l'agricoltura, la pesca e l'alimentazione                |          |          | Douglas Hogg                            | Conservatore |
| Ministro senza portafoglio (dal 20/07/1994)                           |          |          | Jeremy Hanley (fino al 05/07/1995)      | Conservatore |
| Ministro senza portafoglio (dal 20/07/1994)                           |          |          | Brian Mawhinney                         | Conservatore |